# Organisationskommunikation
Organisationskommunikation är all intern och extern kommunikation som en organisation har. Exempel på det är dialoger inom företaget, mellan företagsledning och medarbetare, kollegor emellan och information till aktieägare och medier. I den externa kommunikation inkluderas exempelvis marknadsföring, PR och dialog med samarbetspartners.  
I begreppet organisationskommunikation ingår många olika undertermer, till exempel strategisk kommunikation, public relations, investor relations och branding. Kommunikation inom organisationer betyder väldigt mycket för hur hela organisationen fungerar i övrigt. Har man ingen fungerande kommunikation så är det svårt att styra eller trivas i en organisation. Det krävs en röd tråd från ägardirektivet till kommunikationen internt och externt på företaget. 
Huvudsyfte med organisationskommunikation är att skapa koherens i en organisations totala kommunikationsaktiviteter. Det innebär att alla budskap från och inom en organisation behöver hänga ihop för att få maximal effekt. Exempelvis kan ett företag inte kommunicera vikten av hållbarhet och samtidigt marknadsföra ökad konsumtion.  